# Ernest Courtot de Cissey
Ernest Louis Octave Courtot de Cissey (12. září 1810 Paříž – 15. června 1882 Paříž) byl francouzský voják a politik. V letech 1874–1875 byl premiérem Francie, dvakrát zastával též post ministra války (1871–1873, 1874–1876).

## Život
Narodil se v rodině burgundské šlechty. Byl příbuzným maršála Davouta. Vystudoval v Prytanée National Militaire a École spéciale militaire de Saint-Cyr. V roce 1832 vstoupil do armády, v roce 1839 se stal kapitánem, roku 1850 podplukovníkem, po bitvě u Inkermanu (během krymské války) obdržel hodnost brigádního generála. Zúčastnil se též francouzského dobytí Alžírska.
Když v roce 1870 vypukla francouzsko-německá válka, bylo mu svěřeno velení armády na Rýně. Porazil Prusy v srpnu 1870 u Borny a u Saint-Privat. Po obklíčení a kapitulaci celé Bazainovy armády u Met byl zajat a držen v Hamburku. Propuštěn byl až na konci války, v březnu 1871. Po svém návratu byl ihned jmenován velitelem armády, která měla na starosti potlačení Pařížské komuny. Oblehl pevnost Issy a 22. května vstoupil do Paříže. Během krvavého týdne se zmocnil celého levého břehu a jeho armádní sbor provedl četné hromadné popravy povstalců.
Ač byl znám jako umírněný monarchista, oblíbil si ho zakladatel třetí republiky Adolphe Thiers. Brzy byl tedy jmenován ministrem války v Dufaureově vládě. Dufaure si ho později vzal ještě do tří svých kabinetů. Ke stejné službě ho povolal i premiér Louis Buffet. Thiers skrze Cisseye neformálně uplatňoval svůj vliv na armádu, který by jinak neměl mít.
Při prvním mandátu ministra války měl Cissey velkou moc při vypořádávání se s komunardy, ale i dezertéry a zajatci z prusko-francouzské války. K povstalcům byl spíše mírný (odsouzeno bylo jen 28 procent z nich), mnohem tvrdší byl k dezertérům. Prioritou pro něj bylo obnovit morálku francouzské armády. Jedním z nástrojů bylo zřízení "svatyně zbraní" v pařížské Invalidovně (zárodek Musée de l'Armée zřízeného roku 1905). Tvrdě též bojoval proti pití alkoholu v armádě. Usiloval také o maximální depolitizaci armády (demonstrativně propustil z vojska několik důstojníků, kteří se otevřeně přihlásili k orléanismu nebo republikánství).
V parlamentu patřil Cissey ke středopravici. Když byl sám požádán o sestavení kabinetu v roce 1874, sestavil konzervativní tým, který pokračoval v předchozí konzervativní politice Alberta de Broglie známé jako ordre moral.
Během svého předposledního mandátu ministra války, pod Buffetem, čelil mimořádnému zvýšení napětí mezi Francií a Německem, které hrozilo německou invazí. Cissey ji odvrátil mimo jiné brilantní diplomacií - získal bleskově dodávky zbraní z Dánska i Rakousko-Uherska. Obě země se začaly bát naprosté německé hegemonie v Evropě, kdyby byla Francie znovu poražena. Svůj poslední mandát ministra války ztratil, když se postavil proti návrhu zkrácení vojenské služby z pěti na tři roky.
Po odchodu z vlády byl v roce 1875 zvolen doživotním senátorem. V roce 1880, když velel XI. sboru v Nantes, byl obviněn ze styků s baronkou Lucií von Kaulla, o které se říkalo, že je německou špionkou. V důsledku toho byl zproštěn služby. Následně se konalo vyšetřování, které ho roku 1881 očistilo, nicméně bylo prokázáno, že neoprávněně užil tajné fondy ministerstva. Poté se vrátil do Senátu, kde se věnoval výhradně vojenským otázkám a povětšinou hlasoval s konzervativci.
Když Cissey zemřel, druhá Freycinetova vláda, která se tehdy nechtěla vystavit kritice radikální levice, odmítla povolit, aby se pohřební obřad konal v Invalidovně, což vyvolalo zuřivost konzervativního tisku. Ani sněmovna nevzdala mrtvému generálovi hold. Byl pohřben na hřbitově Père-Lachaise.